# Studio Kafka
Studio Kafka was een Vlaams humoristisch radioprogramma op Studio Brussel dat van 1995 tot 1999 liep en gepresenteerd werd door Kamagurka en Herr Seele. Andere medewerkers waren Gunter Lamoot, Bart Vanneste en Piet De Praitere. Het programma was elke zaterdagmiddag van 13u tot 14u te horen. 

## Concept
Kamagurka en Herr Seele tekenden al jaren absurde cartoons in het blad Humo. Ook hadden ze eind jaren 80 en begin jaren 90 diverse televisieseries gemaakt met soortgelijke humor. Studio Kafka was hun eerste radioprogramma. Het zat vol met absurde sketches, sommigen gebaseerd op cartoons en teksten die Kamagurka al eerder had gepubliceerd, maar vaak ook nieuw materiaal. Kamagurka draaide ook geregeld muziek en komische liedjes uit zijn persoonlijke muziekcollectie.
Gunter Lamoot, Piet De Praitere en Bart Vanneste waren de winnaars van De Groote Prijs W.P. Stutjens, waar Kamagurka in de jury zat. Na hun overwinning werden ze door Kamagurka ingeschakeld als mede-acteurs in het programma. In 1999 was Eddy Wally co-presentator. 

## Items
Het programma bevatte doorheen de jaren enkele vaste sketches en items:
- Kamiel Kafka: Kamagurka las als zijn typetje Kamiel Kafka absurde poëzie en filosofie voor. Hij had dit personage al eerder vertolkt op televisie.
- Garagist Verkest: In 1999 bevatte elke uitzending als running gag drie sketches rond garagist Verkest. Iedere sketch draaide rond een probleemsituatie waarbij mensen garagehouder Verkest om hulp riepen. Verkests oplossing voor alle problemen was steevast: "Groot onderhoud en nieuwe banden" dat hij eindeloos herhaalde, begeleid door mysterieuze muziek.
- Cowboy Henk: Kamagurka las een avontuur van Cowboy Henk voor, terwijl Herr Seele diens stem vertolkte.
- Etienne met het open verhemelte
- Frank & Frank
- De avonturen van de Here Jezus met Jeremias, Jonas & Thomas
- Swami Rashtar: Een swami (Kamagurka) die allerlei diepzinnige uitspraken deed

## Latere radioprogramma's
In 2002 presenteerde Kamagurka samen met Tomas De Soete opnieuw op Studio Brussel, rond dezelfde tijd het absurde humoristische radioprogramma Kamagurkistan. 